# Alí I ibn Muhàmmad
Alí (I) ibn Muhàmmad (àrab: علي بن محمد, ʿAlī b. Muḥammad) (827-febrer de 849) fou emir de la dinastia idríssida del Magrib, fill i successor del seu pare Muhàmmad ibn Idrís. Fou proclamat a la mort d'aquest darrer, la primavera del 836, quan tenia nou anys. Va rebre el jurament de fidelitat dels awraba i els caps de tribu van exercir la regència fins a la seva majoria. Quan hi va arribar, va saber organitzar el país amb eficiència i va mantenir la pau interior, però va morir jove, el gener del 849 amb 22 anys. No tenia fills i el va succeir el seu germà Yahya I ibn Muhàmmad.